# Tomkiss Tamás
Tomkiss Tamás (Szolnok, 1974. március 14. –) író, költő, szerkesztő.
Az ELTE Tanárképző Főiskolai Karon magyar–könyvtár, az ELTE Bölcsészettudományi Karon informatikus könyvtáros szakon végzett. 1990–1999: alternatív és punkzenekarok gitárosa, szerzője. 1995-től 2003-ig Az Irodalom Visszavág c. irodalmi és kritikai folyóirat főszerkesztője. 2000-től az Új Mandátum Könyvkiadó szerkesztője.
1994 óta publikálja írásait (széppróza, vers, kritika, esszé stb.), aTom, illetve Rádai Léna álnéven is.
Budapesten él.

## Könyvei
- Alt Control Del : Docfile-ok (versek, Budapest: Kortárs Kiadó, 1998)
- Március 14 : – III szinoptikus könyv – (regény, Budapest: Új Mandátum, 2002)
- Alakfelismerés. Sokváltozós statisztikai módszerek; szerk. Tomkiss Tamás; ÚMK, Bp., 2004

## Antológia
- NEM mind egy (Budapest–Chicago: M-Szivárvány-Framo, 1996)